# Otter (Mythologie)
Otter (auch Otur oder Otr) ist in der germanischen Mythologie der Sohn des Zauberers und Bauern Hreidmar, sowie Bruder von Reginn und Fafnir. Er wurde vom Gott Loki mit einem Steinwurf getötet, als er in Gestalt eines Otters gerade einen Lachs fressen wollte. Loki, Odin und Hönir, die sich zusammen auf einer Wanderschaft befanden, freuten sich über den doppelten Fang und zogen dem Otter (Otur) den Balg ab. Kurz darauf kamen die drei Asen zum Haus des Hreidmar, dem sie stolz ihren Fang präsentierten. Der Bauer erkannte in dem Otterbalg die Haut seines Sohnes wieder und setzte die Asen gefangen. Hreidmar forderte von den Göttern eine Wiedergutmachung (Wergeld). Sie sollten den abgezogenen Balg des Otters mit Gold füllen und auch von außen mit Gold bedecken. Loki beschaffte das Gold vom Zwerg Andvari, wie auch dessen Ring Andvarinaut, woraufhin Andvari, als Loki ihn nahm, den ganzen Schatz mit einem Fluch belegte. Das Gold reichte aus, um das Otterfell zu füllen sowie zu bedecken – außer einem Schnurrhaar. Loki musste auch den Ring hergeben, um das Haar zu bedecken und so ging der Fluch auf Hreidmar und seine Sippe über.